# أم ارطى
أم أرطى إحدى القرى التابعة لمحافظة عفيف وتبعد عنها مسافة 119كم وهي قرية من قرى الرحامين من الشـلالحة من قبيلة مطير، وتقع إلى الشمال الغربي من عفيف (120 كيلو)، وإلى الجنوب الغربي من مدينة الرس بـ«القصيم».